# Nicolás Queiroz
Nicolás Queiroz Martínez (Montevideo, 7 maggio 1996) è un calciatore uruguaiano, centrocampista dei Montevideo Wanderers.

## Carriera
Ha esordito nella massima serie uruguaiana con i Montevideo Wanderers, giocando una partita nella stagione 2014-2015, quella contro il Sud América in cui è anche andato a segno. Torna a disputare incontri della Primera División dal 2016, anno in cui gioca anche 3 partite in Coppa Sudamericana.